# 213 (glazbeni sastav)
213 (Two One Three)  američki je hip hop sastav kojeg su osnovali Snoop Dogg, Nate Dogg i Warren G u Long Beachu, Kaliforniji.
Godine 2004. objavili su album The Hard Way koji je na Billboard 200 dosegao četvrto mjesto. Album sadrži singlove "Groupie Luv" i "So Fly".

## Diskografija

### Albumi
- The Hard Way (2004.)
- TBA (2011.)

### Singlovi
- "Groupie Luv"
- "So Fly"

### Ostale izvedbe
| Pjesma                                         | Album                       | Izvođač    | Ostali izvođači                | Godina |
| ---------------------------------------------- | --------------------------- | ---------- | ------------------------------ | ------ |
| "Deeez Nuuuts"                                 | The Chronic                 | Dr. Dre    | Daz Dillinger                  | 1992   |
| "Ain't No Fun (If the Homies Can't Have None)" | Doggystyle                  | Snoop Dogg | Kurupt                         | 1994   |
| "Groupie"                                      | Tha Doggfather              | Snoop Dogg | Tha Dogg Pound, Charlie Wilson | 1996   |
| "Friends"                                      | G-Funk Classics, Vol. 1 & 2 | Nate Dogg  |                                | 1998   |
| "Neva Gonna Give It Up"                        | Tha Streetz Iz a Mutha      | Kurupt     | Soopafly, Tray Deee            | 1999   |
| "Don't Tell"                                   | No Limit Top Dogg           | Snoop Dogg | Mausberg                       | 1999   |
| "Game Don't Wait"                              | I Want It All               | Warren G   |                                | 1999   |
| "Game Don't Wait (Remix)"                      | "Game Don't Wait" (Single)  | Warren G   | G Child, Xzibit                | 1999   |
| "Can't Go for That (Remix)"                    | A Nu Day                    | Tamia      | Missy Elliott                  | 2000   |
| "Yo' Sassy Ways"                               | The Return of the Regulator | Warren G   |                                | 2001   |
| "From Long Beach 2 Brick City"                 | Paid tha Cost to Be da Boss | Snoop Dogg | Redman                         | 2002   |
| "PYT"                                          | In the Mid-Nite Hour        | Warren G   |                                | 2005   |